# Liste der Bodendenkmale in Eystrup
In der Liste der Bodendenkmale in Eystrup sind die Bodendenkmale der niedersächsischen Gemeinde Eystrup aufgeführt. Die Quelle ist der Denkmalatlas Niedersachsen. 

Eystrup im Landkreis Nienburg

Der Stand der Liste ist der 12. Januar 2025.

## Allgemein
In den Spalten finden sich folgende Informationen des Bodendenkmales:
Lagegeographische Koordinaten
BezeichnungBezeichnung lt. Denkmalatlas
BeschreibungBeschreibung lt. Denkmalatlas
IDObjekt-ID
BildBild, ggf. zusätzlich mit Link zu weiteren Fotos im Medienarchiv Wikimedia Commons.

## Eystrup
| Lage                        | Bezeichnung           | Beschreibung                                                                | ID       | Bild |
| --------------------------- | --------------------- | --------------------------------------------------------------------------- | -------- | ---- |
| 52° 45′ 59″ N, 9° 15′ 48″ O | Eystrup 7, Grabhügel  | Durchmesser ca. 12 m und Höhe ca. 0,7 m, annähernd rund.                    | 45897366 | BW   |
| 52° 45′ 48″ N, 9° 15′ 14″ O | Eystrup 8, Grabhügel  | Durchmesser ca. 16 m und Höhe ca. 1 m, annähernd rund. Tiefe Pflanzfurchen. | 36460883 | BW   |
| 52° 45′ 51″ N, 9° 15′ 16″ O | Eystrup 42, Grabhügel | Durchmesser ca. 16 m und Höhe ca. 0,8 m, durch tiefe Pflanzfurchen gestört. | 36460775 | BW   |
| 52° 45′ 39″ N, 9° 14′ 59″ O | Eystrup 43, Grabhügel | Durchmesser ca. 15 m und Höhe ca. 0,6 m, stark beschädigt.                  | 40168438 | BW   |
| 52° 45′ 51″ N, 9° 15′ 16″ O | Eystrup 59, Grabhügel | Durchmesser ca. 16 m und Höhe ca. 0,8 m, durch tiefe Pflanzfurchen gestört. | 36460775 | BW   |
| 52° 46′ 3″ N, 9° 15′ 47″ O  | Eystrup 64, Grabhügel | Durchmesser ca. 19 m und Höhe ca. 1 m, hochgewölbt.                         | 45897402 | BW   |

### Eystrup 3
- ID:40165268
- Sechs Grabhügel der Gruppe obertägig erhalten.

| Lage                        | Bezeichnung | Beschreibung | ID       | Bild |
| --------------------------- | ----------- | --- | -------- | ---- |
| 52° 45′ 39″ N, 9° 15′ 13″ O | Eystrup 3   | Durchmesser ca. 16 m und Höhe ca. 1,3 m, annähernd rund, Kuppe verflacht. Durch den Rand verläuft ein Grenzgraben. | 36194995 | BW   |
| 52° 45′ 39″ N, 9° 15′ 15″ O | Eystrup 47  | Durchmesser ca. 13 m und Höhe ca. 0,6 m, mit abgeflachter Kuppe.                                                   | 36195065 | BW   |
| 52° 45′ 38″ N, 9° 15′ 16″ O | Eystrup 48  | Durchmesser ca. 19 m und Höhe ca. 1,5 m, mit altem Kopfstich; durch südliches Drittel verläuft ein Grenzgraben.    | 36195113 | BW   |
| 52° 45′ 44″ N, 9° 15′ 13″ O | Eystrup 49  | Durchmesser ca. 12 m und Höhe ca. 0,8 m.                                                                           | 36194946 | BW   |

### Eystrup 23
- ID:40133764
- Sechs Grabhügel der Gruppe obertägig erhalten.

| Lage                       | Bezeichnung | Beschreibung                                                                              | ID       | Bild |
| -------------------------- | ----------- | ----------------------------------------------------------------------------------------- | -------- | ---- |
| 52° 45′ 37″ N, 9° 15′ 9″ O | Eystrup 23  | Durchmesser ca. 9 m und Höhe ca. 0,6 m, oval. In der Mitte alter zugewachsener Kopfstich. | 36382687 | BW   |
| 52° 45′ 37″ N, 9° 15′ 8″ O | Eystrup 24  | Durchmesser ca. 11 m und Höhe ca. 0,8 m, oval.                                            | 36263797 | BW   |
| 52° 45′ 38″ N, 9° 15′ 8″ O | Eystrup 25  | Durchmesser ca. 13 m und Höhe ca. 0,8 m, oval, stark von Tiergängen durchwühlt.           | 36263752 | BW   |
| 52° 45′ 37″ N, 9° 15′ 6″ O | Eystrup 26  | Durchmesser ca. 11 m und Höhe ca. 0,7 m, annähernd rund.                                  | 36263782 | BW   |
| 52° 45′ 38″ N, 9° 15′ 6″ O | Eystrup 27  | Durchmesser ca. 14 m und Höhe ca. 0,7 m, annähernd rund, flach auslaufend.                | 36263767 | BW   |
| 52° 45′ 37″ N, 9° 15′ 4″ O | Eystrup 45  | Durchmesser ca. 10 m und Höhe ca. 0,4 m, unregelmäßig.                                    | 40134196 | BW   |

### Eystrup 28
- ID:40130743
- Vier Grabhügel. Davon drei obertägig erhalten. Einer ist durch Rodungswall gestört und im Gelände nicht mehr eindeutig sichtbar.

| Lage                        | Bezeichnung | Beschreibung | ID       | Bild |
| --------------------------- | ----------- | --- | -------- | ---- |
| 52° 46′ 18″ N, 9° 15′ 36″ O | Eystrup 28  | Durchmesser ca. 14 m und Höhe ca. 0,9 m, annähernd rund, am Rand von Waldweg geschnitten.                                      | 36173925 | BW   |
| 52° 46′ 17″ N, 9° 15′ 37″ O | Eystrup 29  | Größe ca. 25 × 11 m und Höhe ca. 1 m, oval, abgeflacht. Ca. 1/3 durch Anlage eines Spargelbeetes zerstört.                     | 36173841 | BW   |
| 52° 46′ 19″ N, 9° 15′ 41″ O | Eystrup 30  | Größe ca. 20 × 15 m und Höhe ca. 1 m, teils abgesetzte und teils auslaufende Ränder.                                           | 36173867 | BW   |
| 52° 46′ 20″ N, 9° 15′ 38″ O | Eystrup 31  | Durchmesser ca. 10 m und Höhe ca. 0,5 m, annähernd rund                                                                        | 36173948 | BW   |
| 52° 46′ 20″ N, 9° 15′ 38″ O | Eystrup 32  | Durchmesser ca. 11 m und Höhe ca. 0,5 m, annähernd rund. Nach Nordwesten höher wirkend, dort Rand abgesetzt, sonst auslaufend. | 36173962 | BW   |
| 52° 46′ 21″ N, 9° 15′ 37″ O | Eystrup 33  | Größe ca. 10 × 9 m und Höhe ca. 0,4 m.                                                                                         | 36173988 | BW   |
| 52° 46′ 21″ N, 9° 15′ 37″ O | Eystrup 34  | Durchmesser ca. 13 m und Höhe ca. 1 m.                                                                                         | 36173707 | BW   |
| 52° 46′ 20″ N, 9° 15′ 38″ O | Eystrup 65  | Durchmesser ca. 9 m und Höhe ca. 0,3 m.                                                                                        | 45898549 | BW   |

### Eystrup 35
- ID:40128021
- Vier Grabhügel. Davon drei obertägig erhalten. Einer ist durch Rodungswall gestört und im Gelände nicht mehr eindeutig sichtbar.

| Lage                        | Bezeichnung | Beschreibung                                                                  | ID       | Bild |
| --------------------------- | ----------- | ----------------------------------------------------------------------------- | -------- | ---- |
| 52° 45′ 58″ N, 9° 15′ 23″ O | Eystrup 36  | Durchmesser ca. 16 m und Höhe ca. 0,9 m.                                      | 36194347 | BW   |
| 52° 46′ 1″ N, 9° 15′ 23″ O  | Eystrup 37  | Durchmesser ca. 19 m und Höhe ca. 1,1 m, hochgewölbt, Kuppe etwas abgeflacht. | 36194415 | BW   |
| 52° 46′ 2″ N, 9° 15′ 22″ O  | Eystrup 38  | Durchmesser ca. 19 m und Höhe ca. 1,2 m, hochgewölbt.                         | 36194563 | BW   |